# Catherine Reitman
 (mai 2021).
Si vous disposez d'ouvrages ou d'articles de référence ou si vous connaissez des sites web de qualité traitant du thème abordé ici, merci de compléter l'article en donnant les références utiles à sa vérifiabilité et en les liant à la section « Notes et références ».
Pour les articles homonymes, voir Reitman.
Catherine Reitman est une actrice, réalisatrice, productrice et scénariste américano-canadienne, née le 28 avril 1981 à Los Angeles, Californie (États-Unis).

## Biographie
Catherine Marcelle Reitman naît le 28 avril 1981 à Los Angeles. Elle est la fille de l'actrice franco-canadienne Geneviève Robert et du réalisateur canadien d'origine slovaque Ivan Reitman. Elle est la sœur de l'actrice Caroline Reitman et du réalisateur-scénariste Jason Reitman.
Elle fréquente la Cate School et se spécialise en théâtre à l'université du Sud de la Californie.[réf. nécessaire]
En 2009, elle épouse Philip Stenberg. Le couple a deux enfants.[réf. nécessaire]
En 2016, Catherine Reitman crée avec son mari Philip Sternberg la société de production Wolf + Rabbit Entertainment pour produire la série Workin' Moms pour CBC. La série est ensuite diffusée sur Netflix. Catherine Reitman est la créatrice, productrice exécutive, scénariste et vedette de la série. Elle a aussi réalisé plusieurs épisodes.

## Filmographie
Sauf indication contraire, les informations mentionnées dans cette section peuvent être confirmées par la base de données cinématographiques IMDb,  présente dans la section « Liens externes ».

### Cinéma
- 1988 : Jumeaux (Twins) d'Ivan Reitman : la petite-fille de Granger
- 1989 : SOS Fantômes 2 (Ghostbusters II) d'Ivan Reitman : la fille avec le petit chien
- 1990 : Un flic à la maternelle (Kindergarten Cop) d'Ivan Reitman : Catherine, une élève de 3e année
- 1993 : Président d'un jour (Dave) d'Ivan Reitman : la petite fille chez Durenberger
- 1993 : Beethoven 2 (Beethoven's 2nd) de Rod Daniel : Janie
- 1996 : Space Jam de Joe Pytka : Nerdluck Bupkus (voix)
- 1997 : Drôles de pères (Fathers' Day) d'Ivan Reitman : Victoria
- 2003 : Crushed : Sarah
- 2005 : Thank You for Smoking de Jason Reitman : une reporter
- 2006 : Ma super ex (My Super Ex-Girlfriend) d'Ivan Reitman : la reporter de TV News
- 2007 : En cloque, mode d'emploi (Knocked Up) de Judd Apatow : l'amie d'Alison
- 2010 : Post Grad de Vicky Jenson : Jessica Bard
- 2010 : How to Make Love to a Woman : Vani
- 2011 : Sexe entre amis (Friends with Benefits) : une collègue
- 2011 : Let Go : Unbearable Industry Poser[Quoi ?]
- 2012 : The Kitchen : Pam
- 2015 : Slow Learners de Don Argott et Sheena M. Joyce : Julia

### Télévision
- 2003 : Charmed (série TV) - 1 épisode : une fan excitée qui demande une dédicace
- 2010 : How I Met Your Mother (série TV) - 1 épisode : Henrietta
- 2010-2016 : Philadelphia (It's Always Sunny in Philadelphia) (série TV) - 7 épisodes : Maureen Ponderosa
- 2012 : Weeds : l'assistante sociale
- 2012-2015 : Les Griffin (Family Guy) (série TV d'animation) - 5 épisodes : Wheel-Cher (voix)
- 2015 : American Dad! (série TV d'animation) - 2 épisodes : Elsa / autre (voix)
- 2015-2020 : Black-ish (série TV) - 21 épisodes : Lucy
- 2016 : Les Super Nanas (The Powerpuff Girls) (série TV d'animation) : doublage additionnel (voix)
- 2017-2023 : Workin' Moms (série TV) : Kate Foster